# Rynge
Rynge ist ein Dorf in der Gemeinde Ystad in der schwedischen Provinz Schonen. 1990 hatte es 74 Einwohner auf einer Fläche von 0,33 km². Rynge liegt rund 10 Kilometer nordwestlich von Ystad an der Straße nach Skurup.
Das Dorf erhielt seinen Namen nach dem Schloss Rynge gård, das dort in der zweiten Hälfte des 19. Jahrhunderts erbaut und in den 1970er-Jahren abgerissen wurde. Der Ort selbst entstand in den 1890er-Jahren gemeinsam mit dem Bahnhof an der Eisenbahnstrecke Malmö–Ystad.